# Lubiana (chanteuse)
Pour les articles homonymes, voir Lubiana.
Lubiana (de son nom complet Lubiana Kepaou), née le 12 décembre 1993 en Belgique, est une interprète belgo-camerounaise.

## Carrière
Lubiana Kepaou, artiste de père camerounais et de mère belge, est issue d'une famille de musiciens. Dès l'âge de 8 ans, elle commence à étudier le piano, la guitare, le saxophone et la théorie musicale.
Elle s'inscrit au conservatoire à Louvain, option chant. Elle ne suit pas le parcours classique de sa mère et s'oriente vers le jazz.
Lubiana lance sa carrière musicale au niveau du grand public à l'âge de 17 ans, en participant à l'émission The Voice Belgique.
En 2018, elle assure les premières parties de la tournée européenne de l'artiste sénégalais Youssou N’Dour, notamment à Bruxelles.
Le 23 septembre 2023, elle assure la première partie de Zazie à Forest National.
Le 12 février 2025, elle assure la première partie de ERA à Strasbourg (Zenith).
Le 13 février 2025, elle assure la première partie de ERA à Lyon (LDLC Arena). 
Elle intègre la tournée Lamomali en 2025. 

## Genre musical

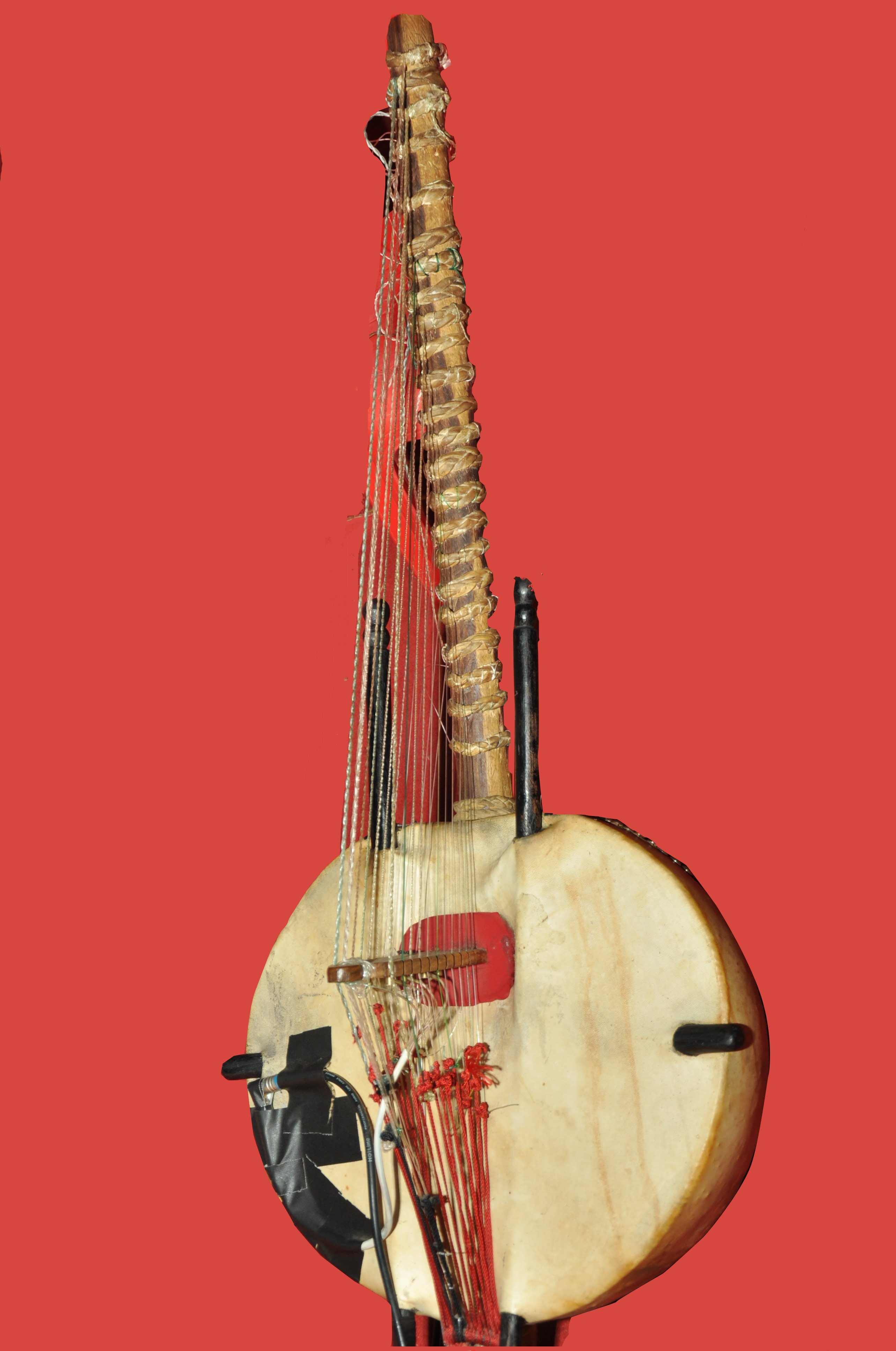
Kora traditionnelle

Après deux premiers singles baptisés Self Love et My Man Is Gone, l’artiste lance le 24 avril 2020 son tout premier Extended play où se mêlent des sonorités pop alliées à des sonorités africaines.
Reçue le 26 avril 2020 sur Europe 1 par le journaliste Bernard Poirette, lequel reçoit chaque dimanche une personnalité pour évoquer l'actualité culturelle, Lubiana présente sa passion pour la kora, instrument de musique à cordes utilisé traditionnellement dans toute l'Afrique de l'Ouest. Initiée à la suite d'un apprentissage de cette harpe africaine jouée principalement par des hommes, elle est une des rares femmes à la pratiquer.

## Discographie
- Glory Box (2012), label Bball, distributeur Sony Music (reprise de la chanson de Portishead)
- EP Lubiana (2020), comprenant 5 chansons[9] :
  - Self Love,
  - I think 'bout you,
  - My man is gone,
  - Feeling low,
  - Let it be (reprise de la chanson des Beatles).
- Beloved (2021)
- Terre Rouge (2024) comprenant 10 chansons dont deux duos : « Farafina mousso » avec Gaël Faye et « Mali » avec Toumani Diabaté.